# Simon Luttichuys
Simon Luttichuys (Londres, 1610-Ámsterdam, 1661) fue un pintor neerlandés. 

## Biografía
Nació en Londres (Inglaterra), probablemente como Simon Littlehouse, ya que con ese nombre se le cita con razón del Retrato de Thomas Morton (1638, Saint John's College, Cambridge). Posteriormente se encuentra activo en Ámsterdam. Realizó retratos y bodegones, con influencia de Jan Davidsz. de Heem, con un estilo suntuoso.
Su hermano Isaack Luttichuys fue también pintor.

## Galería

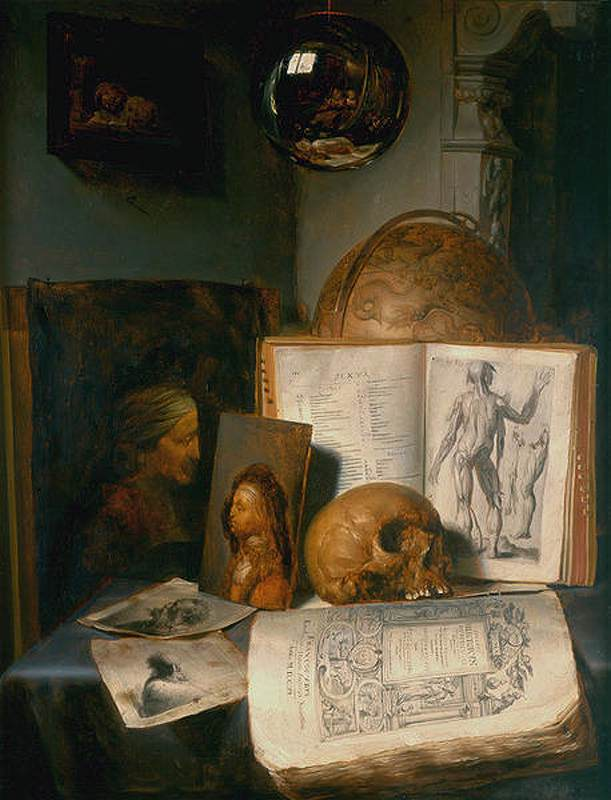
Vanitas con calavera, libros, grabados y pinturas de Rembrandt y Jan Lievens, con un reflejo del pintor en el trabajo (c. 1635-1640), Museo Nacional de Gdansk
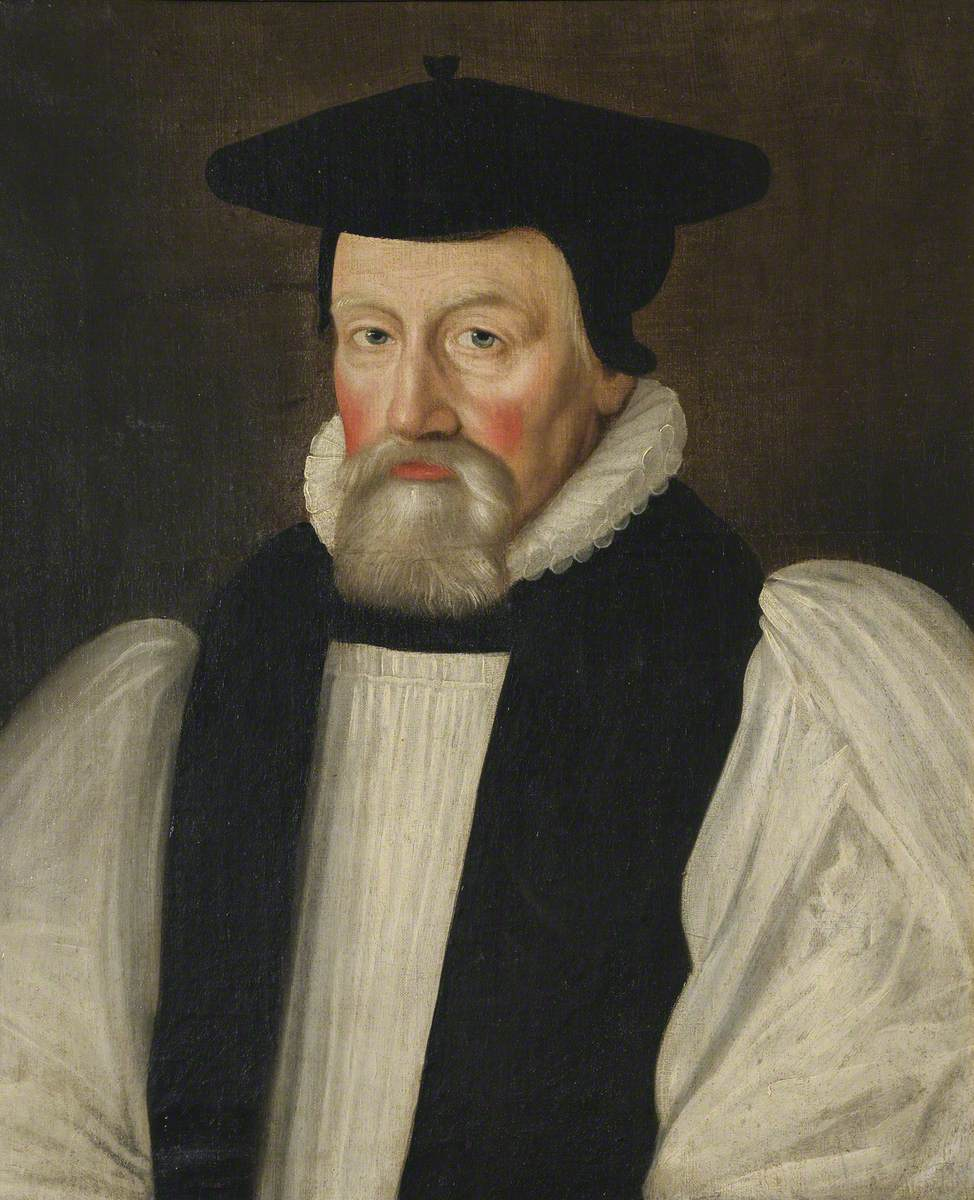
Retrato de Thomas Morton (1638), Saint John's College, Cambridge
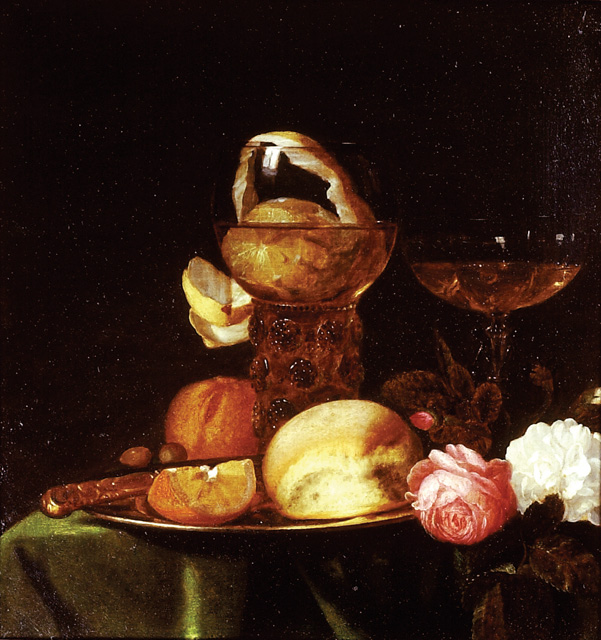
Naturaleza muerta con frutas y rosas (c. 1640-1650), Museo Ashmolean, Oxford
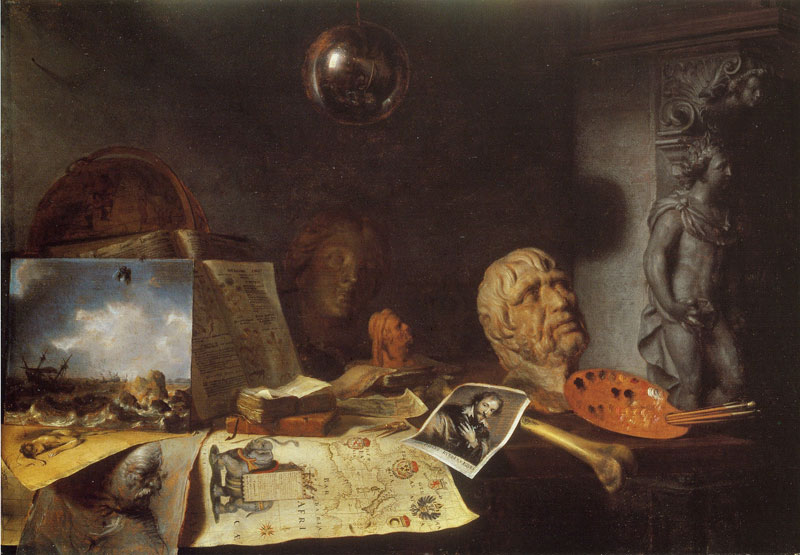
Rincón del estudio de un pintor: alegoría de las artes (1646), colección privada
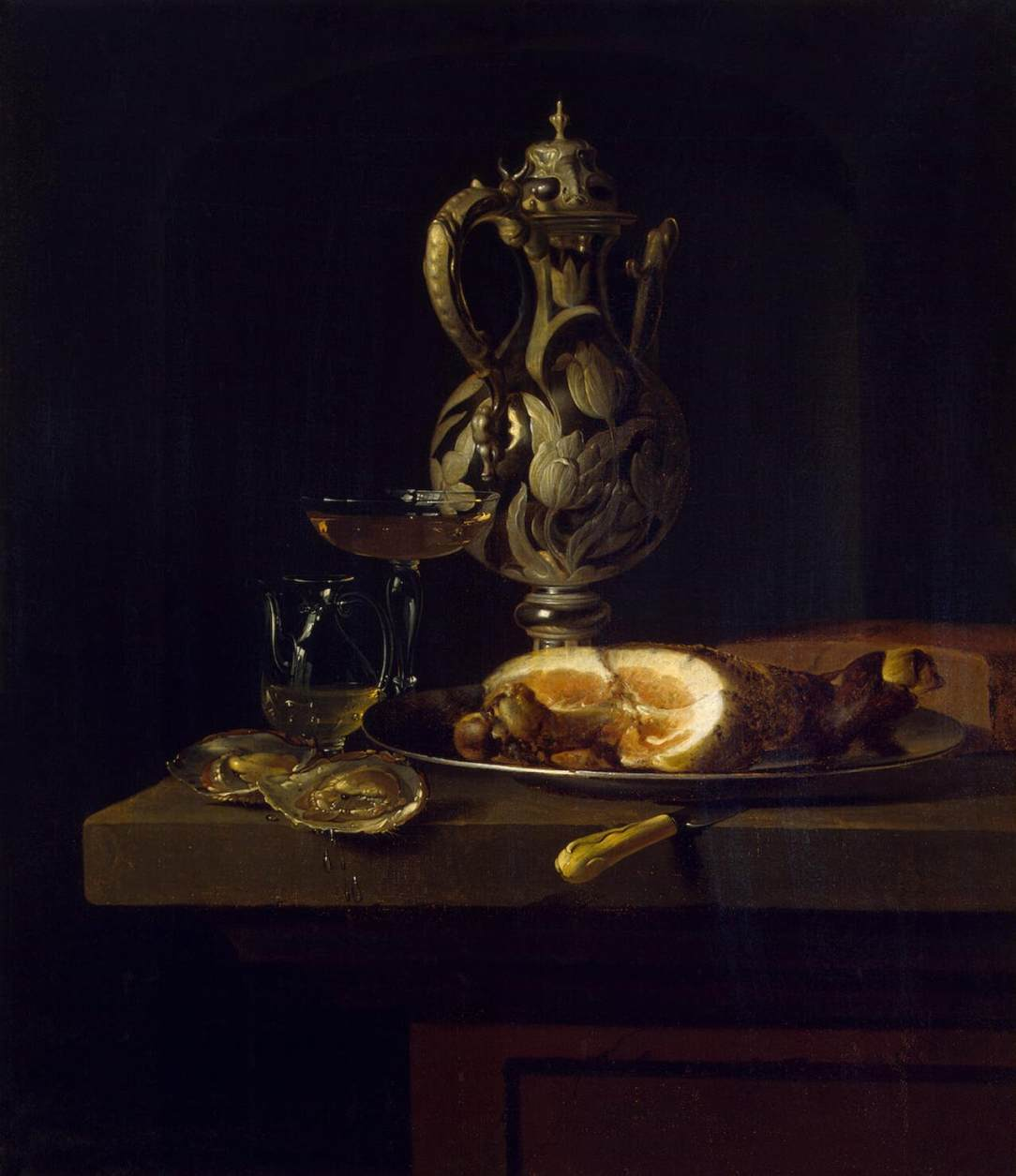
Desayuno con jamón (c. 1650-1660), Museo del Hermitage, San Petersburgo
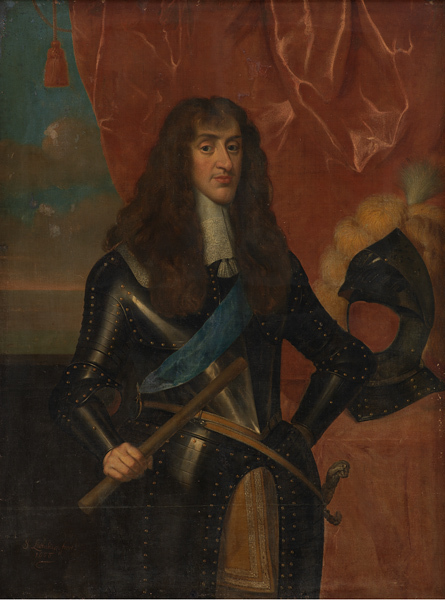
Príncipe Jacobo de Inglaterra (1660), Galería Nacional de Dinamarca, Copenhague
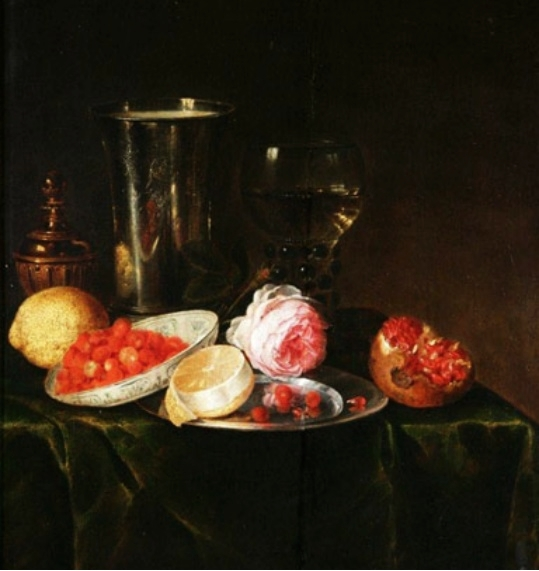
Naturaleza muerta con una rosa, Museo Nacional de Poznan
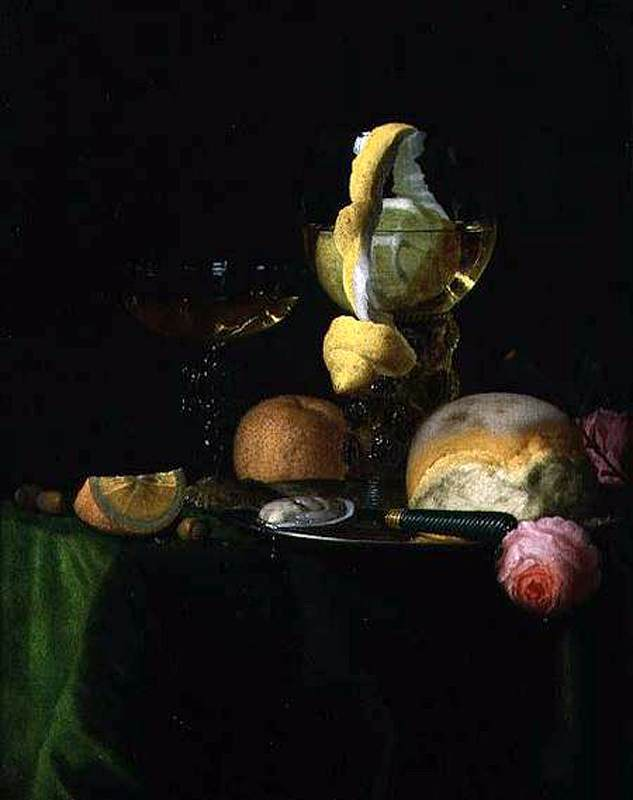
Bodegón con un limón pelado en un Roemer, colección privada
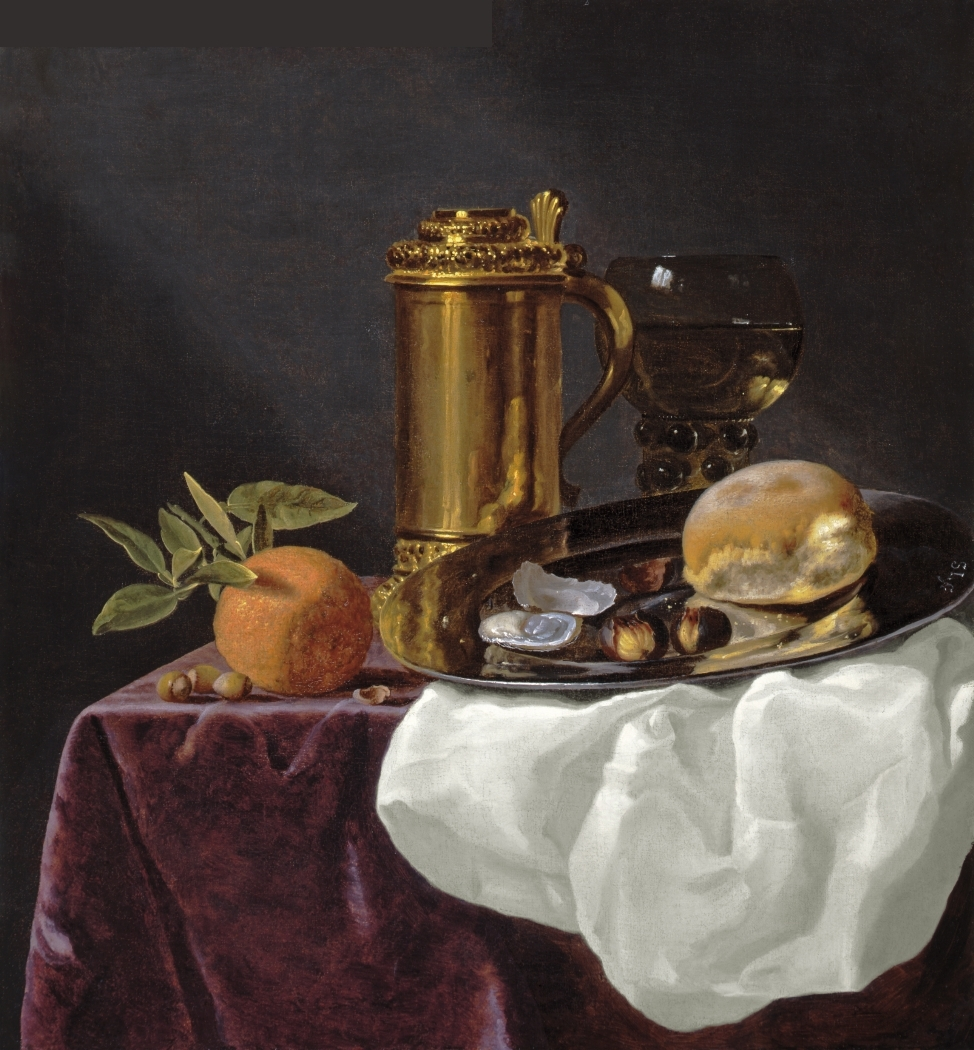
Jarra con ostras, pan y una naranja descansando sobre una repisa drapeada